# Großlangenfeld
Großlangenfeld település Németországban, Rajna-vidék-Pfalz tartományban. Lakosainak száma 131 fő (2023. december 31.).

## Népesség
A település népességének változása:
| Lakosok száma | 188  | 125  | 127  | 113  | 116  | 131  |
|               | 1975 | 2017 | 2019 | 2021 | 2022 | 2023 |